# Франке, Кристофер
Кристофер Франке (нем. Christopher Franke, 6 апреля 1953 года, Германия, Берлин) — немецкий композитор и музыкант в жанре электронной музыки. Является одним из пионеров этого жанра и ведущих представителей Берлинской школы электронной музыки. Участник группы Tangerine Dream. Среди его работ — саундтрек к популярному научно-фантастическому сериалу «Вавилон-5» и фильму «Универсальный солдат».

## Биография
Кристофер Франке получил классическое музыкальное образование в Берлинской консерватории, где увлекся музыкой композиторов Джона Кейджа и Карлхайнца Штокхаузена. Вместе со своим педагогом Кристофер создал музыкальную студию для молодых музыкантов, интересующихся экспериментальной и импровизационной музыкой. В этой студии он встретился с Эдгаром Фрёзе и Петером Бауманом и в дальнейшем вошёл в состав их группы Tangerine Dream.
Кристофер Франке работал в коллективе с 1970 по 1988 годы. Он принял участие в записи 36 альбомов Tangerine Dream, многие из которых стали классикой современной электронной музыки. В 1980-е годы группа стала много сотрудничать с американскими киностудиями, создавая музыку для художественных и документальных фильмов («Вор» и другие).
Во время гастролей Tangerine Dream по США в 1988 году Франке неожиданно покидает группу, приняв решение сосредоточиться на сольных проектах и на киномузыке.
С 1990 года Франке живёт и работает в Лос-Анджелесе.
16 октября 1991 года Франке даёт концерт в Лондоне, запись которого, выпущенная в 1992 году, достигает 7 места в хит-параде альбомов в стиле нью-эйдж журнала «Billboard». В том же 1991 году Франке создаёт Берлинский симфонический кинооркестр (Berlin Symphonic Film Orchestra), в сотрудничестве с которым работает над записью сольных альбомов и музыки для фильмов.
В 1993 году создал собственный лейбл «Sonic Images». В 1993 году Франке выпустил сольный альбом Klemania, тепло принятый любителями электронной музыки.
В 1996 году был записан альбом в стиле нью-эйдж The Celestine Prophecy по книге Джеймса Ретфилда с привлечением Берлинского симфонического кинооркестра и множества сессионных музыкантов-исполнителей этнической музыки.
В дальнейшем Франке практически полностью переориентировался на написание музыки для кинематографа (его музыка звучит в научно-фантастическом сериале «Вавилон-5» и в фильме «Универсальный солдат» с Жан-Клодом Ван Даммом), и создать столь же впечатляющих сольных работ, как три упомянутых альбома, ему уже не удалось.